# Andrea Orlandi
Pour les articles homonymes, voir Orlandi.
Andrea Orlandi Stabilin (né le 3 août 1984 à Barcelone) est un footballeur espagnol.

## Carrière

### Swansea City
Le 1er septembre 2007, Orlandi signe pour le club gallois de Swansea City qui évolue en troisième division anglaise, sans indemnité de transfert. Sa signature intervient dans le cadre d'un contrat d'un an assorti d'une prolongation éventuelle en cas d'accord mutuel. L'entraîneur de Swansea, Roberto Martínez Montoliú, le présente alors comme « un ajout fantastique » à l'équipe.
Auteur de 15 matchs au cours de cette saison, Orlandi participe à la montée de l'équipe en deuxième division et reste au club. À l'issue de la saison suivante, il signe à nouveau une prolongation d'un an à son contrat, le menant ainsi jusqu'en juin 2010. L'équipe parvenant à réaliser une bonne saison au cours de laquelle le jeune Espagnol, qui délaisse les ailes pour le milieu du terrain, est aligné 30 fois en championnat, Orlandi se voit proposer une nouvelle prolongation.
C'est au cours de cette saison 2010-2011 qu'Orlandi subit une blessure l'éloignant des terrains six semaines entre janvier et mars 2011.

### Brighton & Hove
Le 31 août 2012, Orlandi signe un contrat de deux ans en faveur de Brighton & Hove.
Le 14 mai 2014 il est libéré du club.

### Blackpool
EN août 2014 il rejoint Blackpool FC

## Palmarès
Swansea City
- League One
  - Vainqueur 2008.

APOEL Nicosie
- Championnat de Chypre
  - Vainqueur 2017
  - Coupe de Chypre Finaliste : 2017.